# Oxyopes sitae
Oxyopes sitae är en spindelart som beskrevs av Benoy Krishna Tikader 1970. Oxyopes sitae ingår i släktet Oxyopes och familjen lospindlar. Inga underarter finns listade i Catalogue of Life.